# Stizophyllum riparium
Stizophyllum riparium là một loài thực vật có hoa trong họ Chùm ớt. Loài này được (Kunth) Sandwith miêu tả khoa học đầu tiên năm 1938.